# Spilosoma albinotata
Spilosoma albinotata là một loài bướm đêm thuộc phân họ Arctiinae, họ Erebidae.